# Héctor Viana Martorell
Héctor Viana Martorell (1935 - 2005) fou un advocat i polític uruguaià pertanyent al Partit Colorado. Va ser ministre de Ramaderia, Agricultura i Pesca del seu país l'any 1972.
Viana va accedir de forma temporal al Ministeri abans del cop d'estat de 1973. Es va dedicar principalment a l'estudi jurídic i va treballar durant un temps al consultori del líder polític del PC Pedro Bordaberry. Uns anys abans de la seva mort, la justícia va obrir una investigació per tal de comprovar l'adquisició suposadament il·lícita d'unes terres que, al costat de Bordaberry i d'altres polítics, hauria obtingut amb un preu inferior.
Va morir l'11 de juliol del 2005.